# Beniamino Marciano

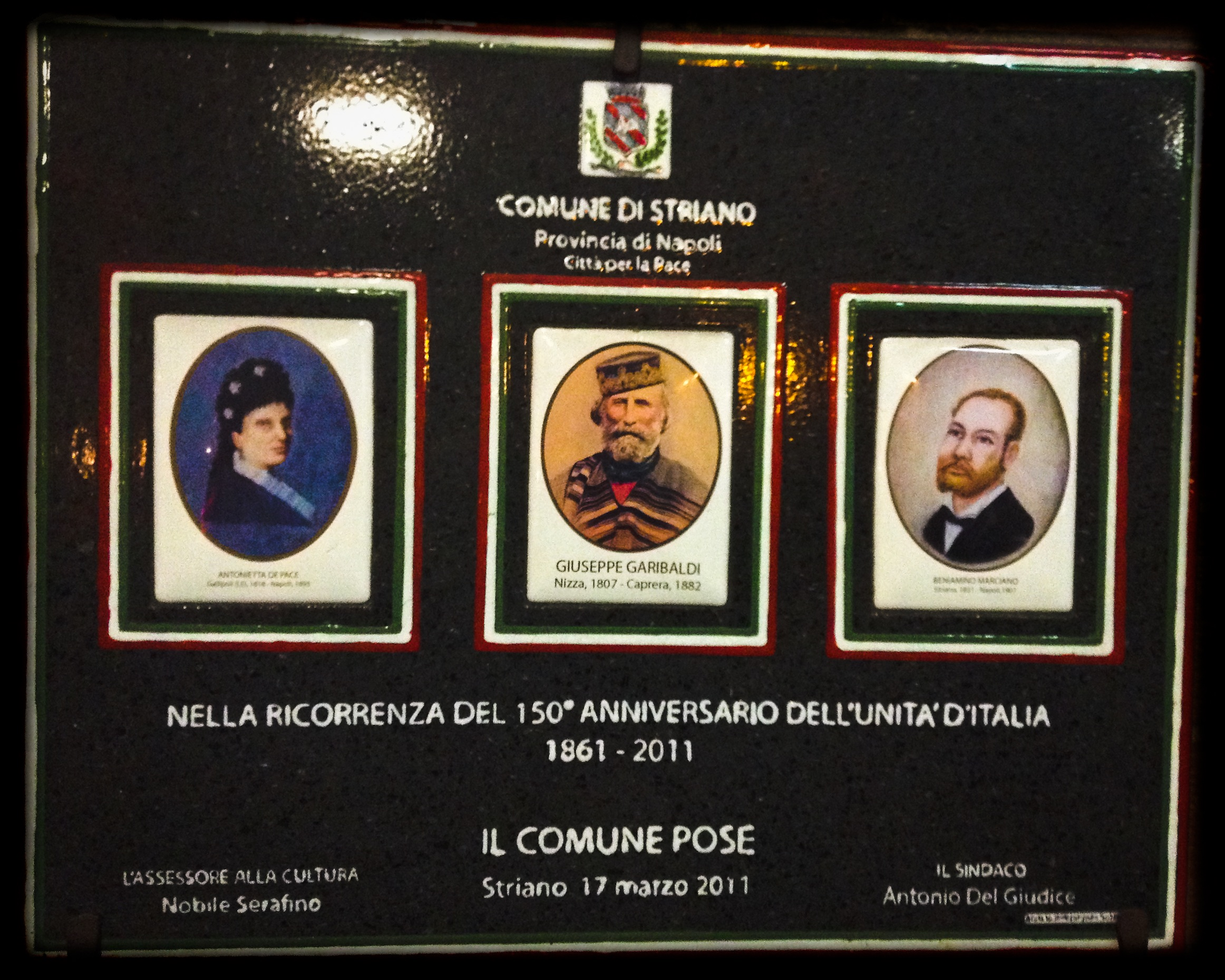
Lapide commemorativa per il 150º anniversario dell'Unità d'Italia, posta dal Comune di Striano. Sono raffigurati i patrioti Antonietta De Pace, Giuseppe Garibaldi e Beniamino Marciano

Beniamino Marciano (Striano, 19 novembre 1831 – Napoli, 8 gennaio 1907) è stato un patriota, educatore e politico italiano.

## Biografia
Figlio di Samuele, cancelliere comunale, e di Maria Grazia Casalino, da ragazzo studiò nel Seminario diocesano di Sarno, arrivando ad indossare l'abito talare. Tuttavia ben presto abbandonò la carriera ecclesiastica, abbracciando il movimento liberale, che si stava diffondendo nella regione.
Nel 1859 si trasferì a Salerno nel seminario diocesano, chiamato dall'arcivescovo Antonio Salomone, per insegnarvi retorica; contemporaneamente organizzò il comitato rivoluzionario con i patrioti di fede mazziniana e garibaldina di Salerno, creando una rete di contatti con i patrioti in tutta l'Italia e organizzando la sede del movimento rivoluzionario in via Dogana Regia, poco distante dall'ufficio della polizia borbonica, trovando la partecipazione degli intellettuali che avevano appoggiato nel 1848 il governo costituzionale di Napoli e che avevano combattuto sulle barricate contro l'abolizione della costituzione da parte di Ferdinando II. 
Nel corso della insurrezione provocata dalla Spedizione dei Mille, il 25 agosto 1860, assieme al colonnello Fabrizj, costituì a Sala Consilina il governo provvisorio locale, preparando l'arrivo di Garibaldi, che avanzava verso Napoli, al quale aveva inviato una relazione. Incontrò Garibaldi il 5 settembre 1860 a Padula e con lui entrò in Salerno, ove rimase come comandante ad interim delle Forze della Provincia. Seguì quindi la spedizione fino a Capua come aiutante di campo del colonnello Luigi Fabrizj, lasciando poi l'esercito a fine anno. 
L'anno successivo partecipò ad una spedizione contro il brigantaggio in Basilicata e, al ritorno dalla stessa, nel novembre dapprima insegnò letteratura italiana nel Liceo di Salerno e poco dopo si spostò a Napoli, dove iniziò a dirigere un suo istituto e convitto scolastico in via dei Tribunali 62.
Il suo pensiero pedagogico sull'insegnamento è racchiuso nei suoi scritti e può essere così sintetizzato
(Beniamino Marciano, "Lettera ai padri di famiglia", Napoli, agosto 1888)
Instaurò un carteggio con Francesco De Sanctis, che lo annoverava fra gli amici più fidati e lo invitò a collaborare alla stesura della sua Breve storia della Letteratura Italiana, come riportato da Benedetto Croce in una lettera.
Nel 1863 divenne redattore capo de L'Italia, giornale politico diretto da Francesco De Sanctis dal 1864 al 1868, quando la redazione fu spostata da Napoli a Firenze, capitale del Regno d'Italia.
A ricordo degli eventi connessi con l'unificazione nazionale, scrisse "Salerno nella Rivoluzione del 1860", ancor oggi testo utilizzato come fonte storica sul periodo.
Nel 1863 abbandonò definitivamente l'abito sacerdotale per proseguire nella sua attività politica nelle file del Partito d'Azione; a questa scelta forse non fu estranea l'azione predicatoria propagandistica svolta a Striano da Fra Pantaleo, che invitava a seguire il suo esempio ed unirsi a Garibaldi.
Ricoprì molte volte la carica di assessore alla pubblica istruzione del comune di Napoli, in particolare nell'amministrazione del sindaco Nicola Amore.
La sua rottura con la chiesa di Roma lo portò nel 1869 ad aderire all'Anticoncilio svoltosi a Napoli ed organizzato dal radicale Giuseppe Ricciardi in opposizione al Concilio Vaticano I voluto da Pio IX
Il 7 dicembre 1876 si sposò a Napoli, col solo rito civile, con la patriota Antonietta De Pace conosciuta nel 1858 a Napoli.
Morì a Napoli, in via San Biagio dei Librai, l'8 gennaio 1907. Il comune di Striano, con delibera del 1894 intitolò al suo nome la strada su cui insiste la sua casa natia.

## Opere
- Della vita e dei fatti di Antonietta De-Pace, Pierro e Veraldi, Napoli, 1901
- Scritti varii di Beniamino Marciano, stab. tip. di V. Morano, Napoli, 1881
- Salerno nella rivoluzione del 1860, Laveglia, Salerno 1982
- Relazione sul Tema I per la sezione degli studi secondari, Editore Giannini, Napoli, 1871